# Dombeya penduliflora
Dombeya penduliflora là một loài thực vật có hoa trong họ Cẩm quỳ. Loài này được (DC.) M. Gómez mô tả khoa học đầu tiên năm 1890.